# Amphisbetia simplex
Amphisbetia simplex is een hydroïdpoliep uit de familie Sertulariidae. De poliep komt uit het geslacht Amphisbetia. Amphisbetia simplex werd in 1885 voor het eerst wetenschappelijk beschreven door Lendenfeld. 